# Kobylničky

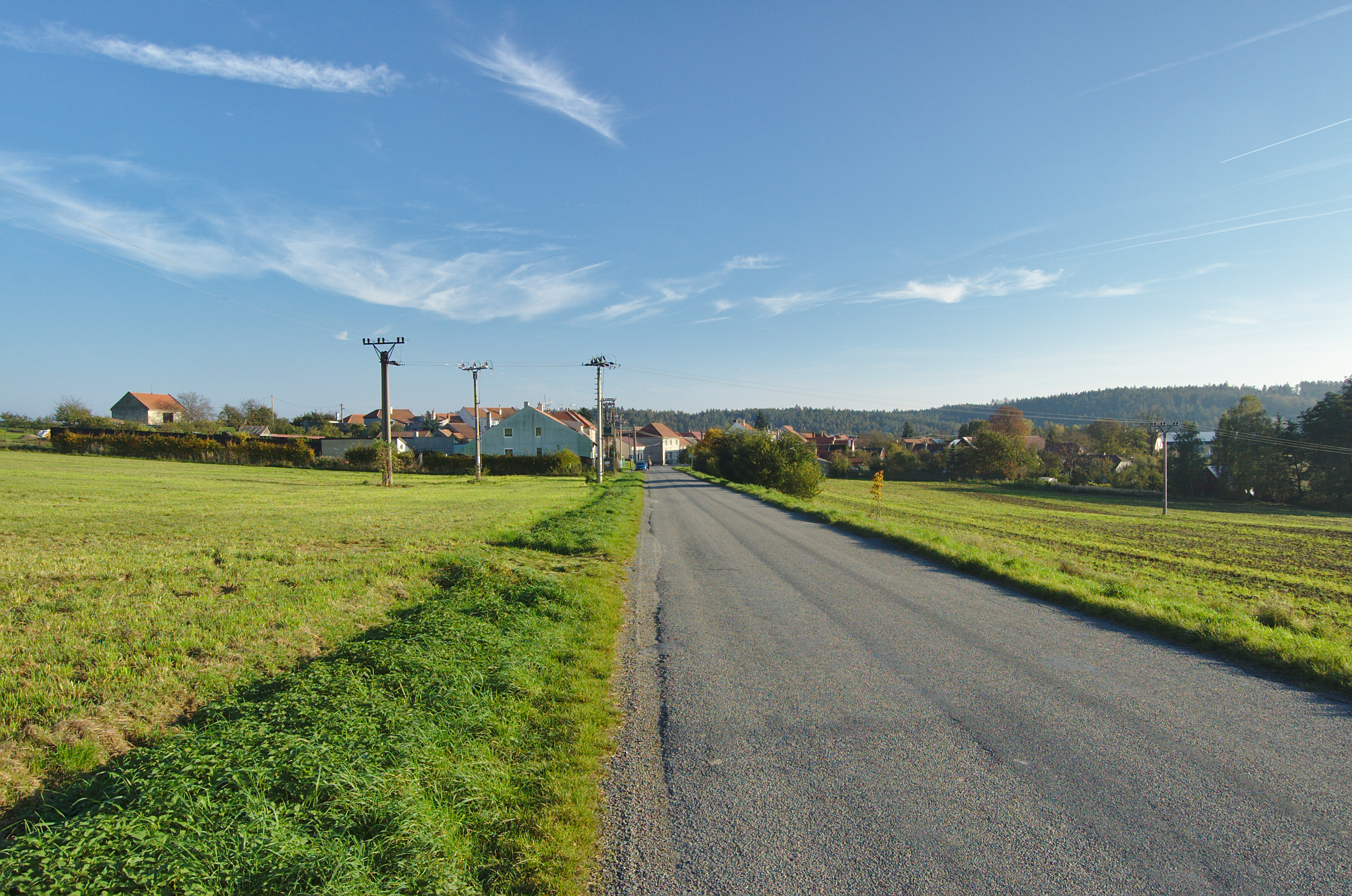
Blick von Norden auf Kobylničky

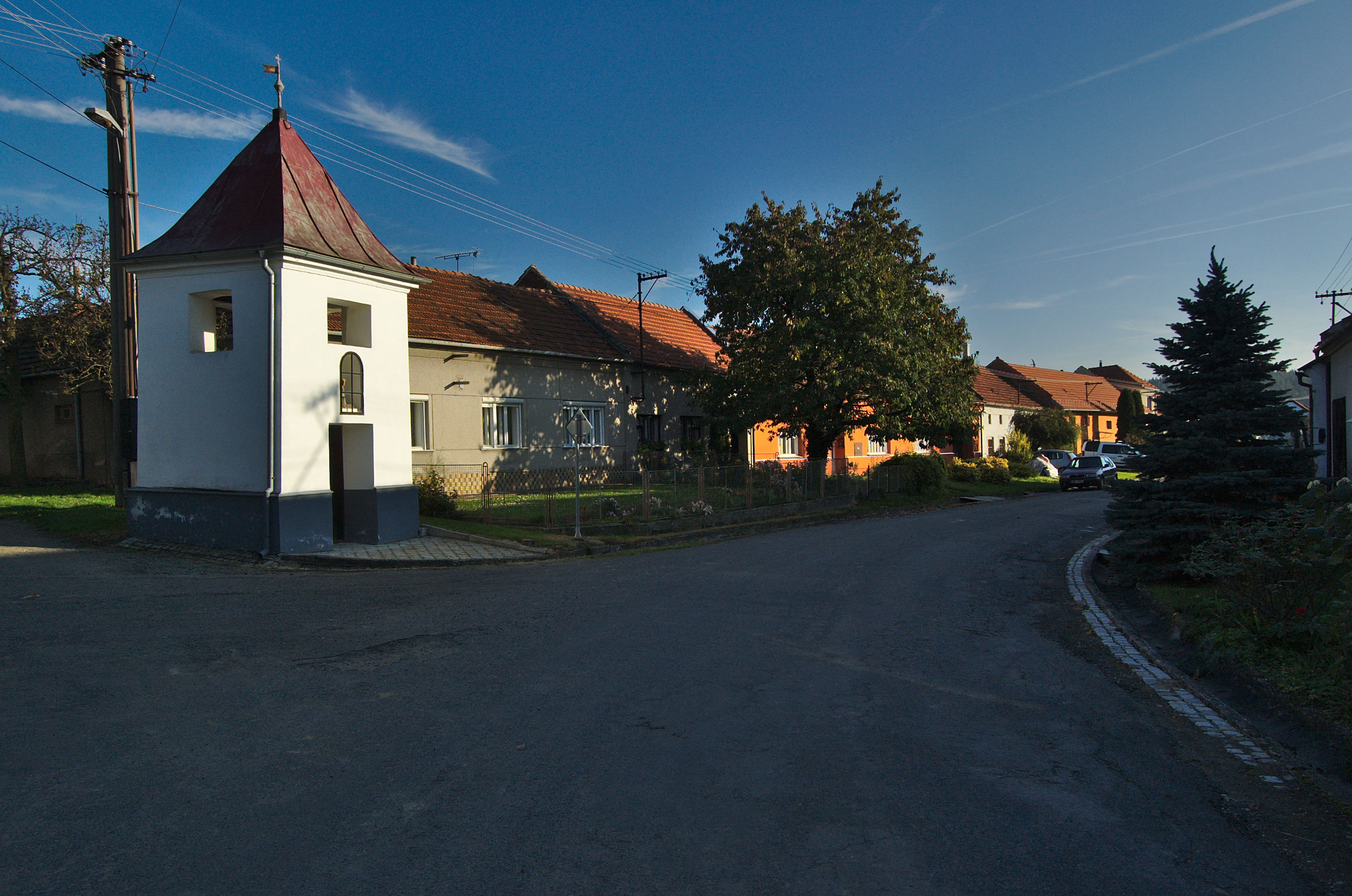
Dorfanger mit Glockenturm

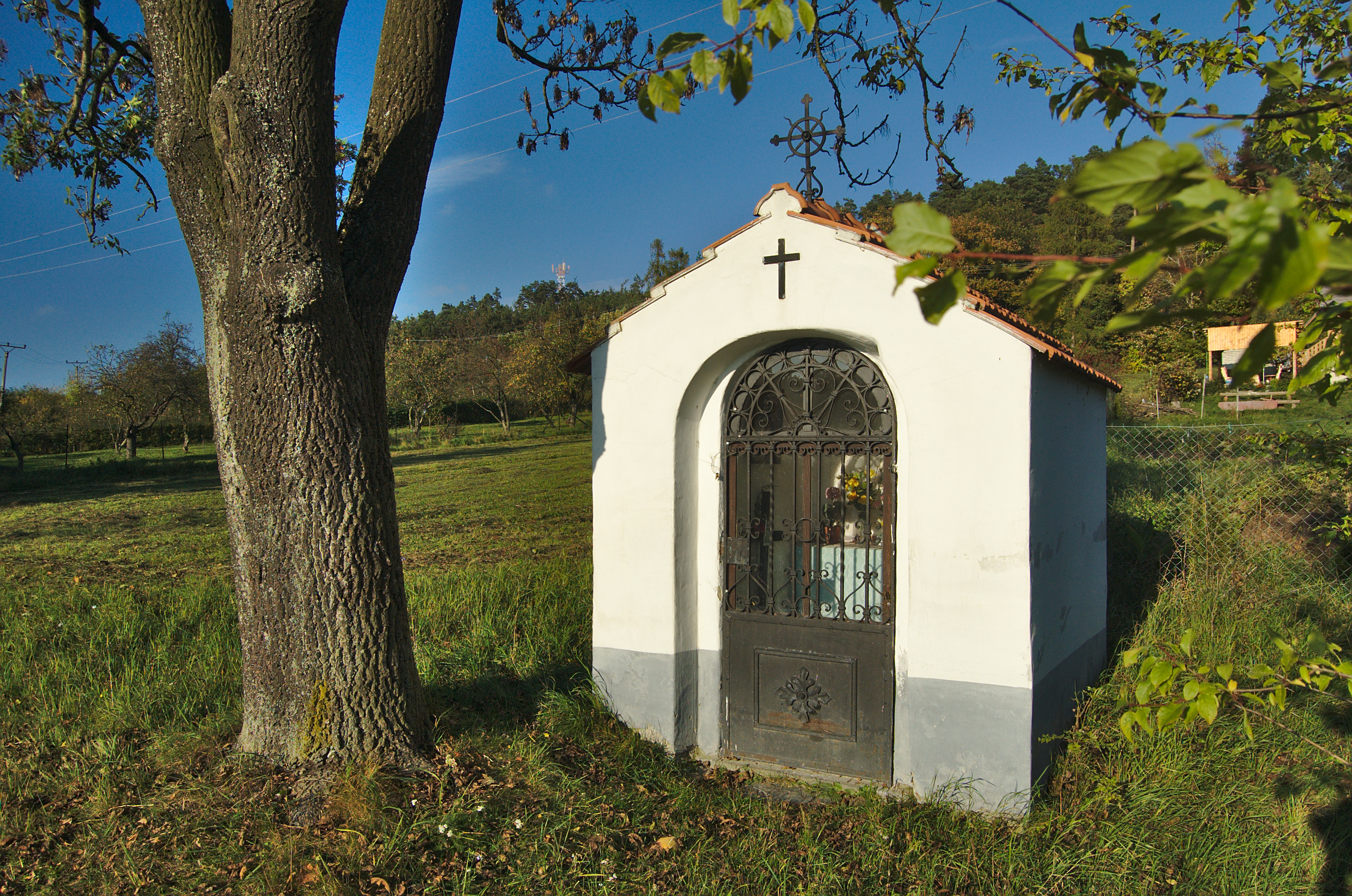
Nischenkapelle an der Straße nach Myslejovice

Kobylničky (deutsch Kobelniczek, 1939–45 Klein Roßdorf) ist ein Ortsteil der Gemeinde Myslejovice in Tschechien. Er liegt zehn Kilometer südwestlich des Stadtzentrums von Prostějov und gehört zum Okres Prostějov.

## Geographie
Das Längsangerdorf Kobylničky befindet sich im Drahaner Bergland auf einer an drei Seiten durch das tief eingeschnittene Tal des Flüsschens Brodečka begrenzten Hochfläche. Westlich – am Rande des Truppenübungsplatzes Březina – liegt der Stauweiher Myslejovická nádrž. Im Norden erhebt sich die Strážná (409 m. n.m.), nordöstlich die Kamenice (385 m. n.m.), im Süden der U Chaloupky (413 m. n.m.), westlich der Mravenečný (410 m. n.m.) und die Stříbrná (Silberberg; 552 m. n.m.) sowie im Nordwesten die Perná (397 m. n.m.) und der Kozák (Kosakenberg; 423 m. n.m.). Einen reichlichen Kilometer südöstlich liegt die Burgstätte Obrova noha.
Nachbarorte sind Myslejovice und Alojzov im Norden, Určice, Vincencov und Vranovice im Nordosten, Dolní Otaslavice im Osten, Horní Otaslavice, Brodek u Prostějova, Sněhotice und Familie im Südosten, Hatě im Süden, Podivice, Kotačky und Ferdinandsko im Südwesten, Studnice, Kluč, Odrůvky und Nové Sady im Westen sowie Březina und Drahany im Nordwesten.

## Geschichte
Die erste urkundliche Erwähnung von Kobylníky erfolgte im Jahre 1377, als Ješek Puška von Kunstadt-Richwald auf die zuvor seiner Frau Anna von Otaslavice gehörige Burg Otaslavice intabuliert wurde. Um 1464 war Kobylničky Teil der Hälfte der Herrschaft Otaslavice die der Frau des Georg von Landstein, Machna von Waldstein gehörte. Nach Machnas Tod erbte der Landeshauptmann Ctibor Tovačovský von Cimburg den Besitz. Er überschrieb die zerstörte Burg Otaslavice mit dem Dorf und dem Hof Otaslavice, dem Dorf Kobylniky und dem wüsten Dorf Lhota 1492 an den Obersthofrichter der Markgrafschaft Mähren, Jakob von Šarow und Krumsín, und dessen Mündel Hynek Brodecký von Otaslavic und Niklas von Otaslavic. Wenzel von Šarow veräußerte 1527 das Gut Krumsín mit allem Zubehör, darunter auch Kobylničky, an den Besitzer der Herrschaft Plumenau, Johann IV. von Pernstein. Im Jahre 1600 verkauften die Erben des Johann V. von Pernstein die verschuldete Herrschaft Plumenau an Karl von Liechtenstein; sie wurde damit Teil des großen Majorates des Hauses Liechtenstein. Bis 1789 war das Dorf nach Ottaslawitz und wurde dann dem neuen Pfarrsprengel Misliowitz zugeordnet.
Im Jahre 1835 bestand das im Olmützer Kreis gelegene Dorf Kobelnitschek bzw. Kobelniček aus 19 Häusern mit 139 mährischsprachigen Einwohnern. Haupterwerbsquelle bildeten die Landwirtschaft und die Forstarbeit. Pfarr- und Schulort war Misliowitz. Das Waldstück Prelátsko westlich des Dorfes war eine Exklave der Allodialherrschaft Břesowitz. Am 20. April 1836 erbte Fürst Alois von und zu Liechtenstein die Herrschaft. Bis zur Mitte des 19. Jahrhunderts blieb Kobelnitschek der Fideikommissherrschaft Plumenau untertänig.
Nach der Aufhebung der Patrimonialherrschaften bildete Kobelničky / Kobelniczek ab 1850 eine Gemeinde im Gerichtsbezirk Plumenau. Ab 1869 gehörte Kobelničky zum Bezirk Proßnitz; zu dieser Zeit hatte das Dorf 134 Einwohner und bestand aus 21 Häusern. Im Jahre 1900 lebten in Kobelničky 182 Personen; 1910 waren es 181. Der Glockenturm wurde 1907 errichtet. Nach dem Ersten Weltkrieg zerfiel der Vielvölkerstaat Österreich-Ungarn, das Dorf wurde 1918 Teil der neu gebildeten Tschechoslowakischen Republik. Beim Zensus von 1921 lebten in den 26 Häusern von Kobelničky 204 Tschechen. Der tschechische Gemeindename wurde 1924 in Kobylničky geändert. 1930 bestand Kobylničky aus 49 Häusern und hatte 233 Einwohner. Von 1939 bis 1945 gehörte Kobylničky zum Protektorat Böhmen und Mähren; in dieser Zeit erhielt die Gemeinde den germanisierten deutschen Namen Klein Roßdorf. Während der deutschen Besetzung erfolgte 1940 der Beschluss zur Erweiterung des Schießplatzes Wischau zu einem großen Truppenübungsplatz der Wehrmacht. Von der Errichtung des Truppenübungsplatzes Wischau war Kobylničky / Klein Roßdorf nicht direkt betroffen. Im Jahre 1950 hatte Kobylničky 219 Einwohner. Zum 1. Mai 1951 wurden die ausgedehnten Wälder westlich von Kobylničky Teil des neuen Truppenübungsplatzes Březina. Im Jahre 1961 erfolgte die Eingemeindung nach Myslejovice. Beim Zensus von 2001 lebten in den 59 Häusern von Kobylničky 114 Personen. 

## Ortsgliederung
Der Ortsteil Kobylničky bildet einen Katastralbezirk. 

## Sehenswürdigkeiten
- Glockenturm auf dem Dorfplatz, errichtet 1907. Bei der Reparatur von 1919 wurden die Schallfenster vergrößert und der Turm mit einer neuen größeren Glocke aus der Glockengießerei Manoušek. In der Nische über dem Eingang befindet sich eine Heiligenfigur mit einem Buch, die wahrscheinlich den Evangelisten Lukas darstellt.[3]
- Nischenkapelle an der Straße nach Myslejovice
- Steinernes Kreuz, vor dem Haus Nr. 38
- Steinernes Kreuz, am Spielplatz
- Burgstätte Obrova noha bzw. Otaslavice 2, südöstlich von Kobylničky. Die befestigte Anlage bestand von der Jungsteinzeit bis zur Slawenzeit